# (49461) 1999 AK5
1999 أي كي 5 (ويعرف أيضًا باسم (49461) 1999 أي كي 5 وفق تسمية الكوكب الصغير) (بالإنجليزية: 1999 AK5)‏ هو كويكب ضمن حزام الكويكبات؛ وترتيبه 49461 من حيث الاكتشاف.
اكتُشف هذا الجُرم الفلكي بواسطة Yoshisada Shimizu ‏ في 10 يناير 1999.

## وصلات خارجية
- (49461) 1999 AK5 في قاعدة بيانات مختبر الدفع النفاث لأجرام النظام الشمسي الصغيرة

- الاكتشاف · مخطط المدار ·  العناصر المدارية · المعلمات المادية

- (49461) 1999 AK5 على موقع ويكي سكاي: DSS2, SDSS, GALEX, IRAS, Hydrogen α, X-Ray, Astrophoto, Sky Map, Articles and images